# Dalmacio Vélez Sársfield

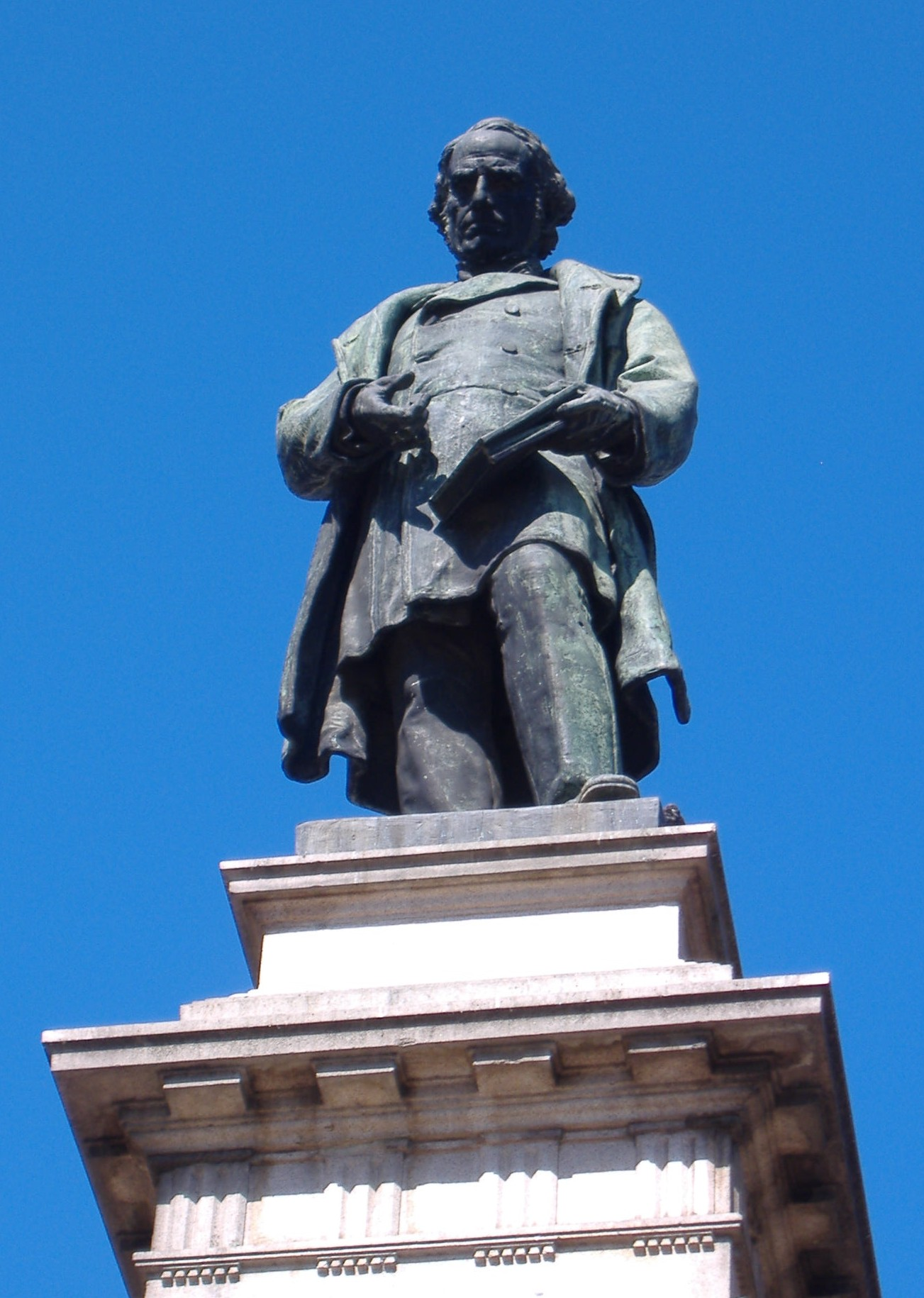
Denkmal in Córdoba

Dalmacio Vélez Sársfield (* 18. Februar 1800 in Amboy; † 30. November 1875 in Buenos Aires) war ein argentinischer Anwalt und Politiker, der den „Código Civil de la República Argentina“ (Bürgerliches Gesetzbuch von Argentinien) von 1869 geschrieben hat. Der Großteil dieses Gesetzes ist bis heute in Kraft.

## Leben
Vélez Sársfield wurde in der Kleinstadt Amboy im Departamento Calamuchita geboren. Seine Eltern waren Dalmacio Vélez Baigorri und Rosa Sarsfield Palacios. Er studierte am „Colegio Nacional Nuestra Señora de Monserrat“ in Córdoba, an dem u. a. auch Nicolás Avellaneda und José Figueroa Alcorta ihre Ausbildung gemacht haben.
Mit 22 Jahren machte er seinen Abschluss. Er zog nach Buenos Aires und heiratete Paula Piñero. Er strebte eine politische Karriere an und wurde als Abgeordneter in die „Cámara de Diputados de la Nación Argentina“ gewählt, 3 Jahre später wurde er Sprecher des Hauses, zu der Zeit der jüngste Inhaber dieser Position. 1826 wurde Vélez Sársfield Professor für Politische Ökonomie an der juristischen Fakultät der Universität von Buenos Aires.
Die Machtergreifung durch Juan Manuel de Rosas bereitete seiner Karriere ein vorübergehendes Ende. Er verließ Buenos Aires und zog zunächst nach Córdoba, später ging er ins Exil nach Montevideo (Uruguay). Dort arbeitete er als Rechtswissenschaftler auf dem Gebiet des kanonischen Rechts und schrieb den „Tratado Público Eclesiástico en Relación al Estado“.
Nach dem Sturz von de Rosas kehrte er in die Politik zurück. 1858 verfasste er zusammen mit Eduardo Acevedo ein Handelsgesetzbuch für den (damaligen) Staat von Buenos Aires. Nach der nationalen Wiedervereinigung von 1862 erhielt er den Arbeitsauftrag für ein Zivilgesetzbuch (Código Civil). Die Arbeit daran begann jedoch erst 1864, unter der Präsidentschaft von Bartolomé Mitre, 1869 wurde es fertiggestellt.
Im Laufe seines Lebens war er mehrere Male Justizminister von Argentinien. Er war außerdem Gründer der Tageszeitung „El Nacional“, zusammen mit Mitre.
Er starb in Buenos Aires 1875, im Alter von 75 Jahren. Sein Grab befindet sich auf dem Friedhof La Recoleta. Nach ihm wurde der Stadtteil Vélez Sársfield in Buenos Aires benannt. In seinem Geburtsort wurde außerdem ein Museum zum Gedenken an ihn eingerichtet.